# Allium crameri
Allium crameri — вид рослин з родини амарилісових (Amaryllidaceae); ендемік Єгипту.

## Опис
Цибулина з чорною оболонкою, листки з рогово обробленим краєм.
Період цвітіння: (січень)лютий — квітень(травень).

## Поширення
Ендемік північно-східного Єгипту, у тому числі Синаю.
Росте на піску та гравію, а також зафіксований на крем'яних пагорбах; висота 50–200 м.